# Bowery (New York)
La Bowery Street, più comunemente detta “the Bowery”, è una celebre via della “circoscrizione” (borough) di Manhattan, a New York. Approssimativamente delimita i quartieri di Chinatown e Little Italy su un lato, mentre dall'altro il Lower East Side.

## Storia
The Bowery fu uno dei primi insediamenti della città; sorse ai margini del porto ed era il quartiere dei marinai e degli immigrati appena arrivati negli Stati Uniti; man mano che questi facevano fortuna, si trasferivano sempre più a nord, lasciando spazio a nuovi arrivi.
Nella seconda metà dell'Ottocento, con "the Bowery" veniva indicata una vasta zona compresa tra Broadway e i docks dell'East Side; era considerata il regno delle gang, della povertà, della prostituzione, del gioco d'azzardo, delle fumerie di oppio, della corruzione della polizia e dei politici. Ciò nonostante, vi sorsero e prosperarono teatri che diedero vita, in concorrenza con Broadway che era sinonimo di classicismo e di raffinatezza, ad un genere di rappresentazioni popolari che contribuì ad avvicinare vasti strati della popolazione al teatro, a lanciare negli Stati Uniti la moda del varietà e del musical, a creare uno stile originale, che più tardi avrebbe trionfato anche a Broadway, scalzandone gli spettacoli europei.
Alla fine dell'Ottocento, con l'avvento di una prima ondata moralizzatrice nell'amministrazione della città, the Bowery fu parzialmente ripulita, iniziò il recupero edilizio e cominciò ad insediarvisi anche la piccola borghesia.
La via divenne il simbolo della depressione economica e la zona s'impoverì negli anni venti e trenta.
Negli anni quaranta il quartiere guadagnò la reputazione d'essere mal frequentato, specialmente da ubriachi e senzatetto. Tra il 1960 e il 1980 lungo la Bowery e dintorni vi era il tasso di criminalità più alto di tutta la parte meridionale di Manhattan, insieme agli affitti più bassi. 
Nel 1955 il Five Spot Café, gestito dai fratelli Joe e Iggy Termini, cominciò a programmare musica jazz e contribuì in modo decisivo a lanciare la carriera di Thelonious Monk e, più tardi, di Ornette Coleman. Molti sono i dischi di jazz famosi incisi dal vivo nel locale negli anni cinquanta e anni sessanta. 
Negli anni settanta vi sorse anche il CBGB, un locale di riferimento per la musica punk e New wave, da allora fino alla chiusura nel 2006.
Nei locali di Bowery Street emersero importanti icone del punk come Patti Smith, i Blondie, i Ramones e i Talking Heads ed altri ancora. La musica punk fu suonata ed ascoltata per le prime volte in quel locale.
Negli anni novanta la via ed il Lower East Side sono stati riqualificati ed una popolazione più agiata ha iniziato ad investire nel quartiere cosicché il prezzo degli affitti risulta tuttora elevato. Si sono formati altri locali che ospitano band emergenti jazz, folk ed Hip hop, come il Bowery Poetry Club.

## Trasporti
La strada è servita dalla metropolitana di New York attraverso l'omonima stazione della linea BMT Nassau Street, dove fermano i treni delle linee J e Z.